# Ludvig Holstein-Holsteinborg

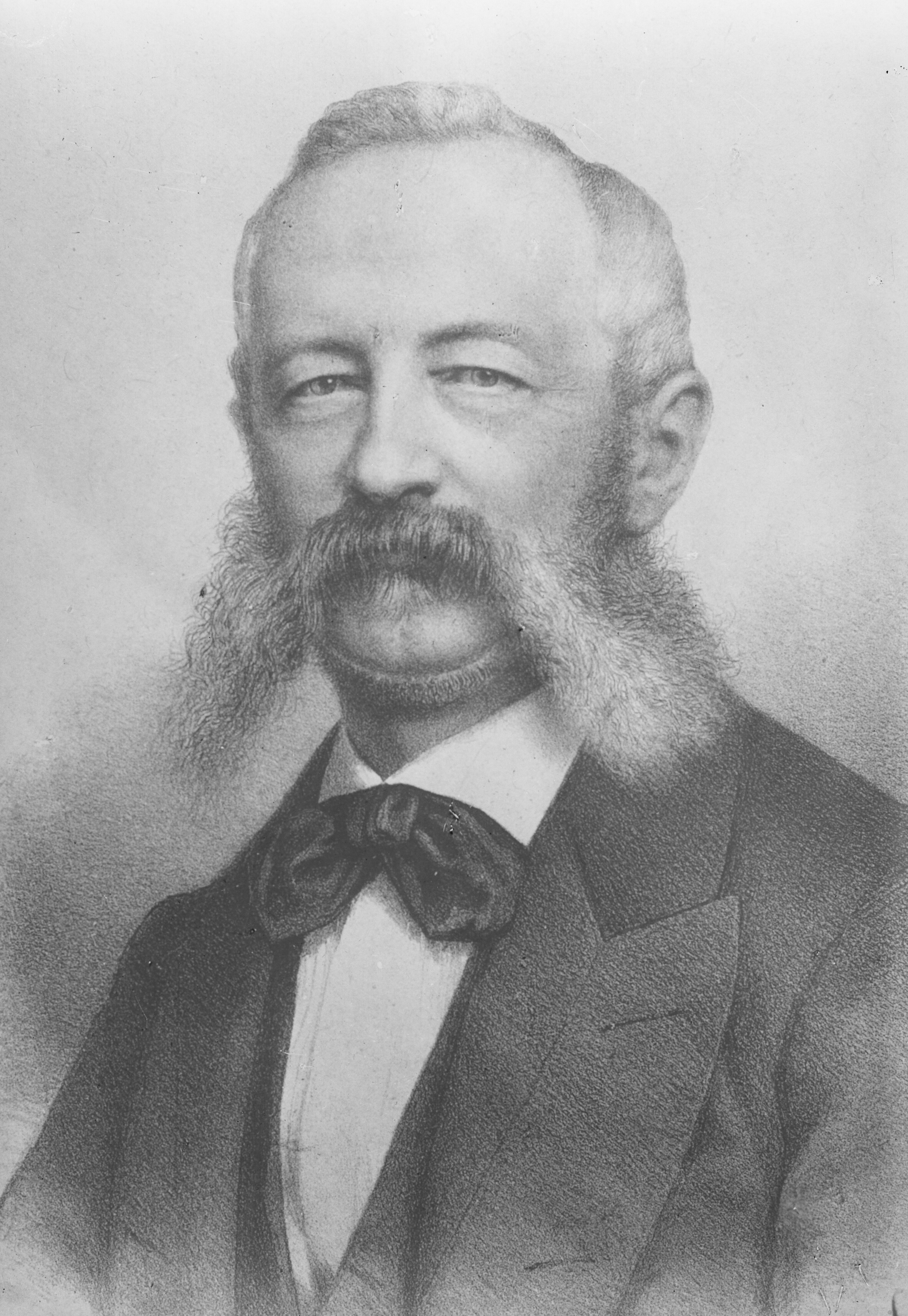
Ludvig Holstein-Holsteinborg

Ludvig Holstein-Holsteinborg (* 18. Juli 1815 auf Schloss Holsteinborg bei Skælskør; † 28. April 1892 in Kopenhagen) war ein dänischer Politiker der Mellempartiet und Lehnsgraf. Er war von 1870 bis 1874 Ministerpräsident von Dänemark.

## Leben
Seine Eltern waren der Graf Friedrich Adolf von Holstein-Holsteinborg (* 18. Oktober 1784; † 21. Mai 1836) und dessen Ehefrau die Gräfin Wilhelmine Julie von Revenlow (* 1788) aus dem Haus Brahe-Trolleborg.
Ludvig, Graf Holstein-Holsteinborg, aus einer der ältesten Adelsfamilien Dänemarks stammend, trat 1848 als Mitglied der letzten Roskilder Ständeversammlung ins politische Leben ein, war 1856 bis 1863 Mitglied des Reichsrats und seit 1866 des Folketing.
Nach dem Rücktritt des Ministeriums Frijs 1870 bildete Graf Holstein-Holsteinborg, der als Oberkammerherr dem königlichen Hof sehr nahestand, ein aus Gutsbesitzern und Nationalliberalen zusammengesetztes Ministerium, unter welchem ein erbitterter Kampf mit der Linken entbrannte, bis es 1874 dem Ministerium Fonnesbech Platz machen musste. 1881 zog sich Holstein-Holsteinborg aus der Politik zurück.

## Familie
Er heiratete am 21. März 1850 Bodild Joachimine von Zahrtmann (* 5. Februar 1830; † 3. April 1876). Das Paar hatte mehrere Kinder:
- Ulrich Adolph (* 19. März 1851; † 23. Juli 1883) ⚭ Amalie Charlotte Sophie Hullström (* 27. Oktober 1851; † 21. Januar 1901)
- Bodil Mimi (* 5. Juni 1852; † 9. Juli 1927) ⚭ Conrad Hinrich Donner (* 21. August 1844; † 3. März 1911)
- Frederik Conrad Christian Christopher (* 3. August 1856; † 16. Juli 1924) ⚭ Ellen Elisabeth Lindholm (* 8. November 1858; † 29. Januar 1943)
- Sophie Elisabeth (Else) (* 5. September 1859; † 1. September 1935) ⚭ Andreas Theodor Godtfred Bruun Neergaard (* 1. Juli 1853; † 10. August 1879)
- Fritze Wilhelmine Wanda Theodora (* 18. September 1867; †  30. Januar 1942) ⚭ 1888 Oscar Siegfred Christian O’Neill Oxholm (* 31. Januar 1855; † 30. Juli 1926)

Nach dem Tod seiner ersten Frau heiratete er am 30. November 1878 Betzy Laura Rasmussen (* 4. März 1848; † 1. Januar 1931). Von ihr ließ er sich 1880 scheiden. Diese Scheidung führte dazu, dass er seine öffentlichen Ämter niederlegen musste. Das Paar hatte einen Sohn:
- Henrik Frants Harald (* 24. Dezember 1879; † 13. Juni 1967) ⚭ Anna Margrethe Jensen (* 27. August 1885; † 15. Januar 1968)